# (215) Enone
(215) Oenone és un asteroide pertanyent al cinturó d'asteroides descobert el 7 d'abril de 1880 per Víktor Karlovich Knorre des de l'observatori de Berlín a Alemanya.
Està nomenat així per Enone, un personatge de la mitologia grega.

## Característiques orbitals
Oenone orbita a una distància mitjana de 2,767 ua del Sol. Pot apropar-se fins a 2,666 ua i allunyar-se fins a 2,868 ua. Té una inclinació orbital d'1,686° i una excentricitat de 0,03643. Triga a completar una òrbita al voltant del Sol en 1681 dies.